# Стомпоркув
Стомпоркув (пол. Stąporków)  —  город  в Польше, входит в Свентокшиское воеводство,  Коньский повят.  Имеет статус городско-сельской гмины. Занимает площадь 11,07 км². Население — 6063 человека (на 2004 год).